# اوتبیچن (اردهان)
اوتبیچن (به ترکی استانبولی: Otbiçen) یک منطقهٔ مسکونی در ترکیه است که در اردهان واقع شده‌است.